# Brünieren

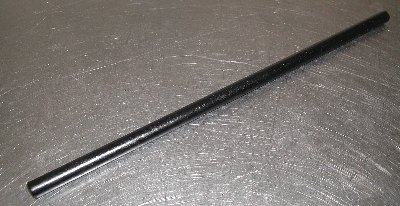
Brünierter Rundstab aus Stahl

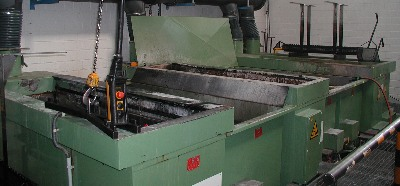
Anlage zum Brünieren

Brünieren (von französisch brunir ‚bräunen‘) dient der Bildung einer dünnen Schutzschicht auf eisenhaltigen Oberflächen, um Korrosion zu vermindern, Farbe und Reflexionsvermögen zu verändern oder um mittels speziell dafür angepassten Prozessen tribologische Eigenschaften zu verbessern (z. B. für Wälzlager). Durch Eintauchen der Werkstücke in heiße alkalische Lösungen (Hauptbestandteile meist Natronlauge und Natriumnitrit bei bis zu 150 °C), in Sonderfällen auch mittels Salzschmelzen oder besonderen Ofenatmosphären, bilden sich schwarze Mischoxidschichten aus Eisen(II,III)-oxid. Schwarzer Magnetit Fe3O4 ist die 1:1 Mischung aus FeO und Fe2O3. Tendiert die Farbe zu braun, ist ein Überschuss von Fe2O3 enthalten.
Die Brünierung ist keine Beschichtung im eigentlichen Sinn, denn es wird keine zusätzliche Schicht auf das Material aufgetragen. Vielmehr wird die bereits bestehende Oberfläche umgewandelt. Dies kann bei besonderen Ansprüchen an die Maßgenauigkeit von Vorteil sein. Die typische Oxidationstiefe beträgt ein bis zwei Mikrometer. Das alkalische Verfahren schont zudem den Stahl und vermeidet Beizangriffe.

## Bezeichnungen
Brünierverfahren können nach der Ausführungs-Temperatur unterschieden werden.
Beim Kaltbrünieren werden Kupfersalze und selenige Säure verwendet, um der Oberfläche eine (blau-)schwarze Farbe zu geben. 
Beim traditionellen Heißbrünieren werden ätzende Salze, Nitrat und Nitrit verwendet, um bei 140–145 °C eine Magnetit-Oberfläche zu erzeugen. 
Mit neueren Verfahren lässt sich die Umwandlung zu Magnetit bereits bei 93–115 °C erreichen.

## Eigenschaften
Durch die geringe Oxidationstiefe der Konversionsschicht von etwa 1 µm bleiben die brünierten Werkstücke genau maßhaltig. Die Volumenzunahme aus dem Sauerstoffeinbau wird durch eine geringe Eisenablösung im Brünierbad ausgeglichen. Die im Rasterelektronenmikroskop erkennbaren Poren werden oft als Beleg für eine undichte Schicht oder als Schmierstoffreservoir fehlinterpretiert. Tatsächlich sind die Poren ein Überbleibsel der FeO-Bildung bei Reaktionsbeginn und sind weder durchgängig noch aktiv, sie haben keinen wesentlichen Einfluss auf die Schichteigenschaften hinsichtlich Schmierung oder Korrosionsschutz.
Aufgrund der sehr geringen Dicke der Brünierschicht und der nicht vollständigen Eisenpassivierung ist der Korrosionsschutz sehr gering. Er kann durch den Auftrag von Öl oder Fett verbessert werden. Die Haftung von Schmierstoffen an der Oberfläche wird durch die Brünierung verbessert, ist aber im Vergleich zur rauen Oberflächen von phosphatiertem Stahl beispielsweise nur mäßig.
Die Schichten sind als integraler Bestandteil des Grundwerkstoffes vollständig biegefest, ein Abplatzen oder Abblättern ist unmöglich. Zudem sind sie relativ abriebfest sowie bis etwa 300 °C temperaturbeständig. Eine unbeölte Brünierung wirkt alternativ zum Phosphatieren auch als Haftgrund für Oberflächenbeschichtungen mit Lacken.
Das Einsatzgebiet liegt im Maschinen- und Werkzeugbau. Eine spezielle Anwendung ist das Brünieren von Handfeuerwaffen. Das wohl größte Brüniervolumen neben Waffen stellen Wälzlager dar, deren Leistungsfähigkeit und Lebensdauer hierdurch gesteigert werden kann.
Das Verfahren ist in Deutschland in der DIN 50938 genormt. Dort unterscheidet man auch zwischen Ein-, Zwei- und Dreibadbrünieren. Das Brünieren von Wälzlagern erfolgt hingegen nach Werknormen, hier führt die Anwendung einer konventionellen Brünierung nach DIN eher zur Lebensdauerreduzierung statt zu deren Erhöhung.
Im weiteren Sinne wird der Begriff Brünieren auch für verschiedene Schwarzfärbeverfahren verwendet, die entweder auf Nichteisenmetallen angewandt werden, oder die kalt erfolgen. Hier werden jedoch keine Eisenoxide erzeugt, sondern andere schwarze Verbindungen z. B. auf Basis von Kupferoxiden oder Sulfiden, oft sind es auch schwarze selenhaltige Schwermetallniederschläge.

## Schwarzfärben
Eine bei eisernem Kochgeschirr und bei Schmiedeprodukten verwendete Methode zur Verminderung der Anfälligkeit gegen Korrosion ist das Abbrennen von Leinöl auf der Eisenoberfläche, das auch als Einbrennen oder Schwarzbrennen bezeichnet wird. Dazu wird das Metall zwischen glühenden Kohlen erhitzt und dann mit Leinöl abgeschreckt. Alternativ kann auch das Öl zuerst aufgetragen und der Gegenstand dann erhitzt werden. Gewöhnlich sind mehrere Durchgänge erforderlich, um ein gutes Ergebnis zu erzielen. Die Temperatur soll etwa 400 °C bis 700 °C (dunkelrot) betragen. Das Öl raucht dann beim Auftragen sichtbar ab.
Ähnliche Verfahren unter Verwendung von Leinöl sind der Firnisbrand von Kupfer und Kupferlegierungen und das Patinieren von Aluminium bei Temperaturen von bis zu 400 °C. Auch einige Methoden zur Bildung von Oxidschichten durch das Eintauchen in Salzschmelzen werden als Schwarzfärben bezeichnet. Nicht zu verwechseln sind diese Verfahren des Einbrennens jedoch mit dem Einbrennen von Druckfarben und Lacken bei Temperaturen von unter 200 °C.